# Январь

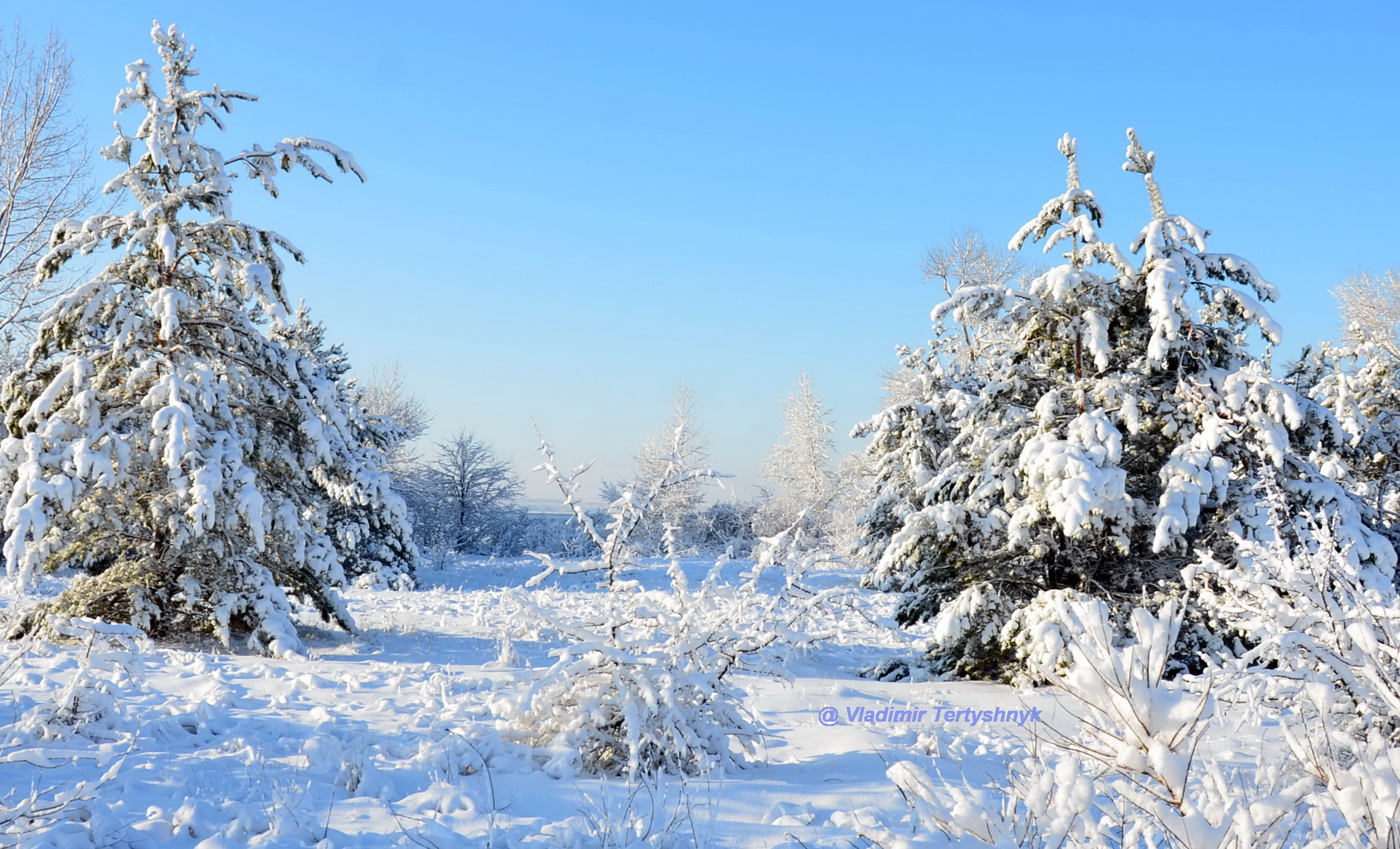
Снежный лес в январе

Янва́рь (лат. Januarius, Jānuārius mēnsis «Янусов месяц») — первый месяц года в юлианском и григорианском календарях, одиннадцатый месяц староримского года, начинавшегося до реформы Цезаря с марта.
Один из семи месяцев длиной в 31 день. Это, в среднем, самый холодный месяц года на большей части Северного полушария Земли (где январь является вторым месяцем зимы), и самый тёплый месяц года на большей части Южного полушария (где январь — второй месяц лета). В современную эпоху до 20 января по григорианскому календарю Солнце находится в созвездии Стрельца, с 20 января — в созвездии Козерога (по другим данным — 19 января).

## Статистика и описание
На хвойных деревьях начинают постройку гнёзд клесты. Сбрасывают рога лось и благородный олень. Впадает в спячку ёрш, нерестится налим.

## История и этимология

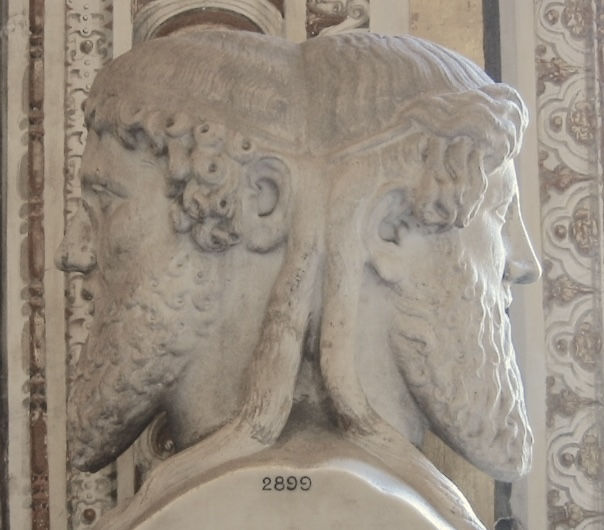
Статуя Януса, по имени которого назван январь в 2899 году

Январь получил своё название в честь двуликого римского бога времени, дверей и ворот Януса (Ianuarius).
Название месяца символически означает «дверь в год» (от латинского слова «дверь» — ianua). Традиционный оригинальный римский календарь состоял из 10 месяцев, насчитывавших всего 304 дня без зимы, которую рассматривали как время «безмесячья». Приблизительно в 713 году до н. э. полумифический преемник Ромула, царь Нума Помпилий, по преданию, добавил месяцы январь и февраль, чтобы календарь равнялся стандартному солнечному году (365 дней) и пожелал, чтобы январь был первым месяцем года, тогда как первоначально первым месяцем года в староримском календаре был март, (оригинальные источники противоречивы). Известны имена двух консулов, которые вступили в должность 1 мая и 15 марта 153 года до н. э., после которого вступление в должность происходило 1 января.
В средневековой Европе для отсчёта начала года использовались различные даты, включая 25 марта, 25 декабря, 1 марта (до 1492 г. — на Руси), 1 сентября (в Византии, на Руси — уже в Новое время — в 1492—1699 гг.). Тем не менее, в средневековых календарях по-прежнему применялся римский способ деления на месяцы, располагаемых в двенадцать колонок с января до декабрь. Начиная с XVI столетия, европейские страны начали официально принимать 1 января как начало Нового года, эту датировку иногда ещё называют «стилем Обрезания», потому что на 1 января выпадала дата Обрезания Христова, отсчитанная восьмым днём от даты Рождества, 25 декабря. В России этот стиль (вместе с отсчётом летоисчисления «от Рождества Христова») был введён Петром I с 1 января 1700 года.
Исторические европейские названия января включают его саксонское обозначение Wulf-monath («волчий месяц») и название, данное Карлом Великим — Wintarmanoth («зимний/холодный месяц»). В древнерусском календаре (до утверждения христианства) месяц назывался сечень, в народных месяцесловах также — просинец, перезимье, лютовей, трескун, ломонос.
В церковнославянский язык латинское название января пришло посредством Византии, где месяц именовался геноварис. Церковное слово генуарь, генуарий, генварь употреблялось в России наряду со светским январь, встречаясь в официальных документах. Ещё в орфографическом словаре 1847 года слова «генварь» и «январь» использовались равнозначно. Вариант «генварь» окончательно вышел из употребления лишь с выходом академического издания «Русское правописание», составленного Я. К. Гротом (1885 год), которое утвердило единообразие по данному вопросу.

## На других языках

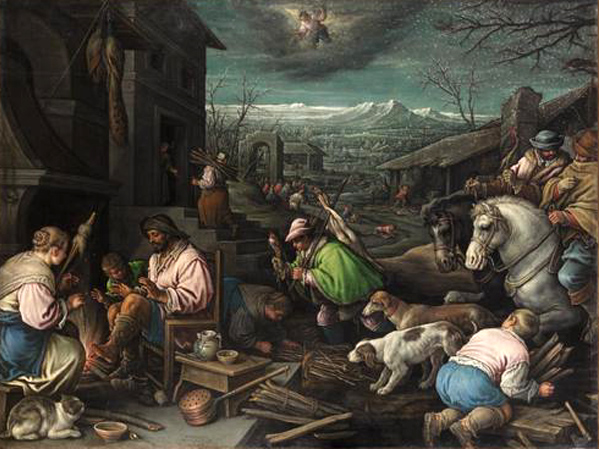
«Январь» (картина Леандро Бассано, 1595/1600 гг.)

В большинстве языков Европы название первого месяца года соответствует латинской традиции. Однако есть несколько исключений.
На финском языке месяц называется tammikuu, то есть «месяц дуба», но первоначальным смыслом наименования было «месяц сердцевины зимы», так как tammi ранее означало «ось» или «ядро». На чешском языке январь называется leden, то есть «ледяной». На украинском языке — січень, на хорватском — siječanj, от слова — «сечь», возможно подразумевая рубку деревьев на дрова или то, что в старину в это время начинали расчищать участки от пней, чтобы весной их засеять. Этот промысел назывался «сеча». Польское styczeń также восходит к праслав. *sěčьnь, однако было видоизменено под влиянием tyka «кол, жердь». В белорусском языке январь — студзень, от слова студзіць — «студёный». В саамском он известен как ođđajagimánnu, что означает просто «новогодний месяц». Турецкое наименование месяца — Ocak — «печь», «камин». На литовском языке называется sausis от слова sausu — «сухой», поскольку в Литве в этом месяце преобладают глубокие, нетающие снега, называемые «сухими». В современный татарский латинское название гыйнвар посредством церковнославянского языка пришло из Византии, где месяц именовался геноварис.
В современных китайском и японском месяцы григорианского календаря обозначаются просто цифрами, так январь — «первый месяц», февраль — «второй месяц» и т. д. В древнем японском лунном календаре месяц, близкий январю (и позднее с ним ассоциированный), назывался Муцуки (睦月), о значении названия которого существует несколько различных теорий.

## Символы января
- В китайской традиции символом января является цветок японской сливы.
- Японская цветочная эмблема января — камелия.

## Праздники

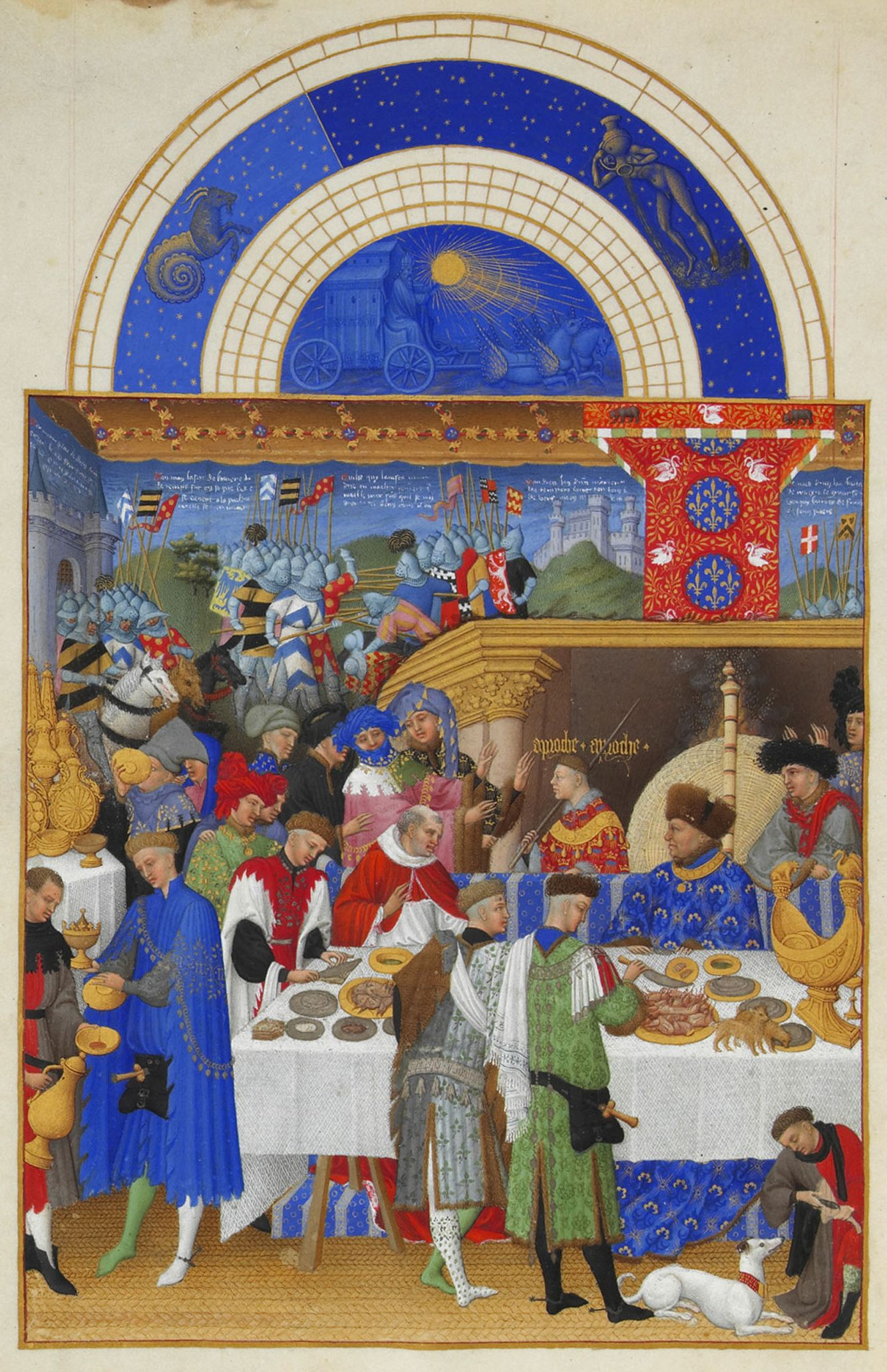
«Январь» (Великолепный часослов герцога Беррийского, 1410—1490-е)

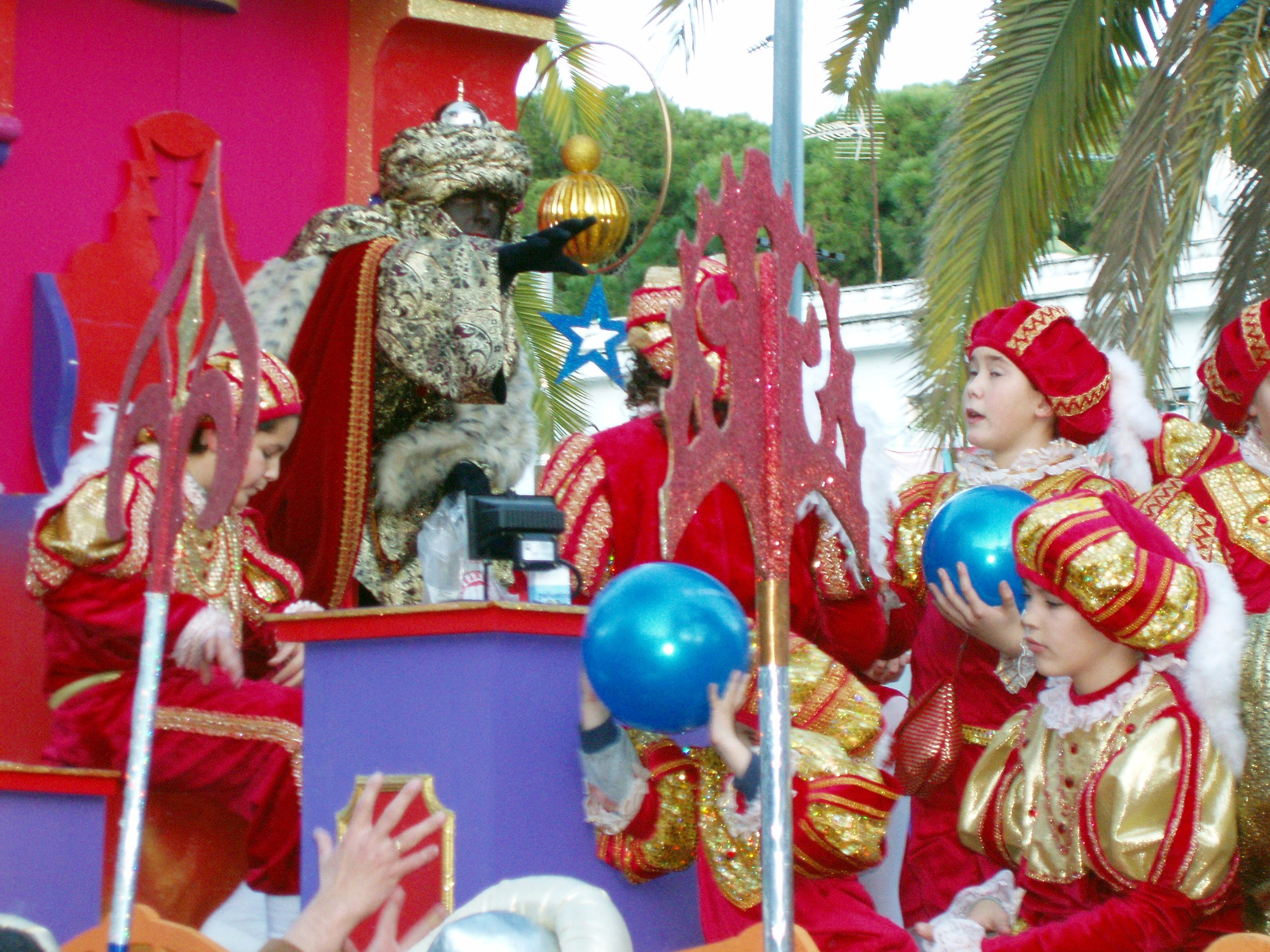
«Шествие трёх царей» (Кадис, Испания, 5 января, 2006 г.)

День совершеннолетия — государственный японский праздник, который отмечается во второй понедельник января (день 20-летних)

- 1 января — Новый год; День освобождения Кубы; День независимости Камеруна; Всемирный день мира (День всемирных молитв о мире); память мученика Вонифатия Тарсийского (290 год)
- 2 января — День узника; День святого Бертольда в Швейцарии
- 4 января — память великомученицы Анастасии Узорешительницы[10] в православии.
- 5 января — Праздник Зервана-Карана (зороастризм); Туциндан (праздник Боснии, Черногории, Сербии)
- 6 января — Святой вечер в России; Богоявление (Крещение Господне, Эпифания) у христиан, использующих «новый стиль», например: Богоявление в Болгарии (Иорданов день), Рождество Христово в Армении; Йоль — праздник середины зимы в Исландии; День марунов на Ямайке
- 7 января — Рождество Христово в России и у православных, придерживающихся «старого стиля».
- 8 января — Бабьи каши — день народного календаря у славян; Гинайкратия в Греции
- 9 января — День Республики Сербской; День Рауда Сильного; День принятия Резолюции об отделении Меджимурья от венгерского государства
- 11 января — День заповедников и национальных парков в России; Всемирный день благодарения; День Республики Албании
- 12 января — День работника прокуратуры Российской Федерации
- 13 января — День российской печати; День Святого Кнута в Швеции
- 14 января — Старый Новый год
- 15 января — День международного признания Хорватии
- 16 января — День свободы вероисповедания в США; Карнавал в Аргентине; Всемирный день Beatles
- 17 января — День святого Антонио
- 18 января — День революции в Тунисе; Неделя основания Лимы в Перу
- 19 января — Крещение Господне у православных России; День спасателя Беларуси; День супруга в Исландии; Праздник Девятнадцатого Дня — Султан (у бахаи); Всемирный день снега
- 20 января — День автономной республики Крым
- 21 января — Национальный день объятий в США; День покровителя влюблённых святого Саркиса; День бабушки в Польше; День святой Инессы в Италии;День рождения принцессы Ингрид Александры в Норвегии
- 22 января — День дедушки в Польше; Торраблоут; День соборности Украины
- 24 января — День памяти жертв геноцида во Второй мировой войне (Англия)
- 25 января — День штурмана ВМФ РФ; День обращения апостола Павла у лютеран, Татьянин день — день студента (Россия)
- 26 января — Международный день таможенника; День Австралии; День Республики Индии
- 27 января — Нинооба — День святой Нино в Грузии; Савиндан — День святого Саввы в Сербии
- 28 января — День Армии в Армении
- 30 января — Гаханбар, посвящённый Воху-Ману в зороастризме

На различные дни января или февраля могут приходиться:
- в новолуние — Цаган Сар (Сагаалган) — Новый год в буддизме бурят, калмыков, тувинцев, празднование которого предваряется очистительным костром Дугжууба и молебном в честь защитницы учения Палдэн Лхамо
- после новолуния — Монлам Ченмо (15 чудес Будды)
- 15 шват — Ту би-Шват — еврейский Новый год Деревьев

## Месячники
- Сухой январь — месячник ограничения употребления алкоголя, зародившийся в Великобритании